# كريستوف غودرمان
كريستوف غودرمان (25 مارس 1798 – 25 سبتمبر 1852) عالم رياضيات ألماني مشهور بتقديمه دالة غودرمانية ومفهوم التقارب المنتظم، ولكونه مدرسًا لكارل فايرشتراس، الذي تأثر كثيرًا بدورة غودرمان حول الدوال الإهليلجية في عام 1839-1840، أول دورة يتم تدريسها في أي معهد.
توفي غودرمان في مونستر.